# Oleksandr Kajdaš
Oleksandr Viktorovyč Kajdaš (in ucraino Олександр Вікторович Кайдаш?;  trasl. angl.: Oleksandr Viktorovych Kaydash; Rubižne, 30 maggio 1976) è un ex velocista ucraino.

## Biografia
Ha rappresentato l'Ucraina ai Giochi olimpici di Sydney 2000 nei 400 metri piani e nella staffetta 4×400 metri.
Ai campionati europei di Monaco di Baviera 2002 la medaglia d'oro nella staffetta 4×100 metri, correndo con Kostjantyn Vasjukov, Kostjantyn Rurak e Anatolij Dovhal'.

## Palmarès
| Anno | Manifestazione  | Sede   | Evento      | Risultato | Prestazione | Note |
| ---- | --------------- | ------ | ----------- | --------- | ----------- | ---- |
| 2000 | Giochi olimpici | Sydney | 400 m piani | Batteria  | 46"88       |      |
| 2002 | Europei         | Monaco | 4×100 m     | Oro       | 38"53       |      |